# Перинтон (Нью-Йорк)
Перинтон (англ. Perinton) — місто (англ. town) в США, в окрузі Монро штату Нью-Йорк. Населення — 47 479 осіб (2020).

## Демографія
Згідно з переписом 2010 року, у місті мешкали 46 462 особи в 18 869 домогосподарствах у складі 13 132 родин. Було 19709 помешкань
Расовий склад населення:
| - 93,0 % — білих - 2,9 % — азіатів - 2,0 % — чорних або афроамериканців - 0,1 % — корінних американців |

До двох чи більше рас належало 1,4 %. Частка іспаномовних становила 2,1 % від усіх жителів.
За віковим діапазоном населення розподілялося таким чином: 23,9 % — особи молодші 18 років, 59,4 % — особи у віці 18—64 років, 16,7 % — особи у віці 65 років та старші. Медіана віку мешканця становила 44,2 року. На 100 осіб жіночої статі у місті припадало 92,6 чоловіків;  на 100 жінок у віці від 18 років та старших — 88,7 чоловіків також старших 18 років.
Середній дохід на одне домашнє господарство  становив 102 790 доларів США (медіана — 83 036), а середній дохід на одну сім'ю — 120 684 долари (медіана — 99 329). Медіана доходів становила 72 628 доларів для чоловіків та 52 552 долари для жінок. За межею бідності перебувало 5,2 % осіб, у тому числі 5,2 % дітей у віці до 18 років та 4,9 % осіб у віці 65 років та старших.
Цивільне працевлаштоване населення становило 23 852 особи. Основні галузі зайнятості: освіта, охорона здоров'я та соціальна допомога — 29,3 %, науковці, спеціалісти, менеджери — 14,9 %, виробництво — 12,0 %, роздрібна торгівля — 10,9 %.